# Kell Areskoug

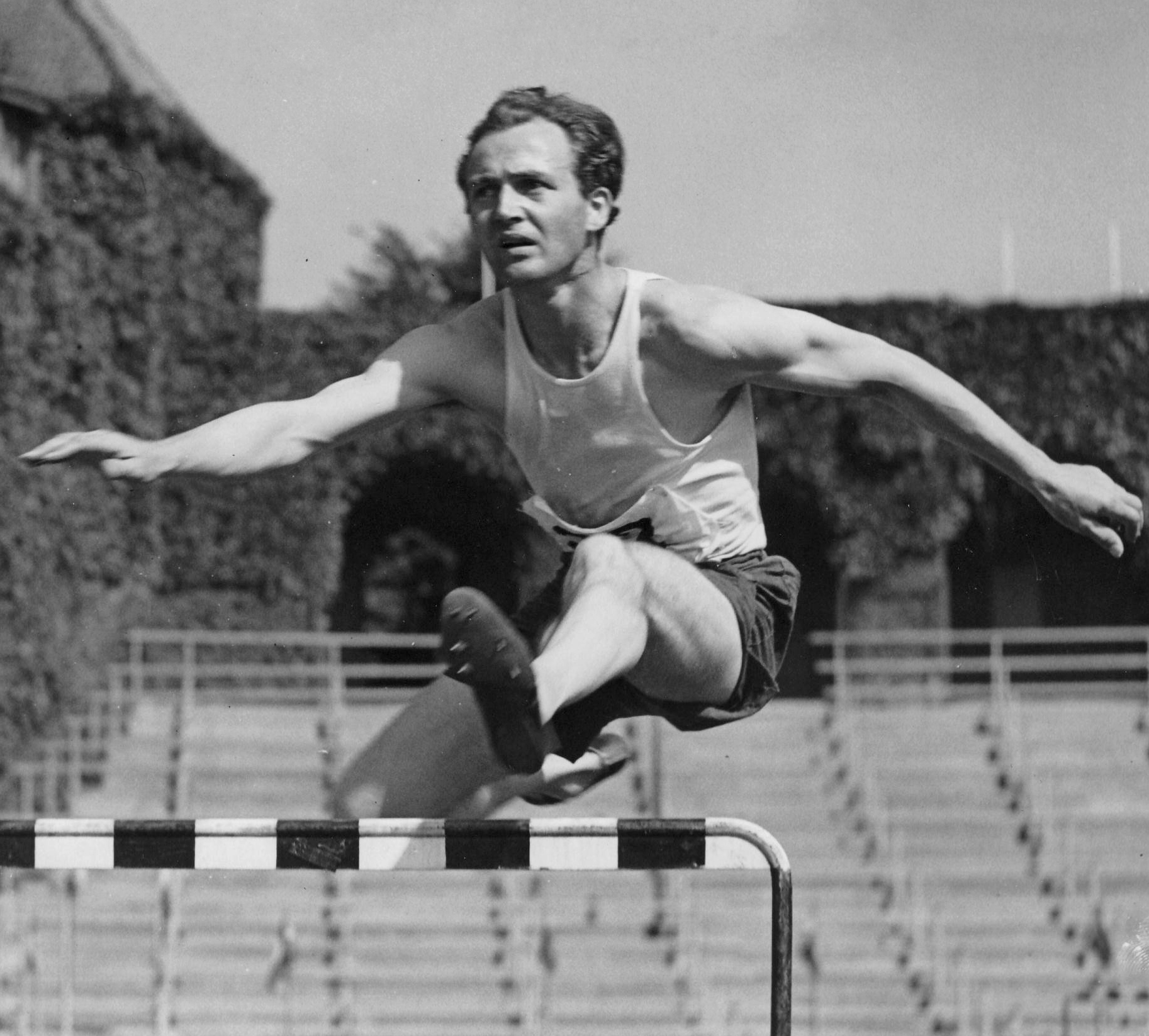
Kell Areskoug in den 1930ern

Kell Areskoug (eigentlich Johan Kellgren Areskough; * 18. August 1906 in Jönköping; † 21. Dezember 1996 in Dylta bruk, Örebro) war ein schwedischer Hürdenläufer und Sprinter.
Bei den Olympischen Spielen 1932 in Los Angeles wurde er Sechster über 400 m Hürden und schied über 400 m im Vorlauf aus. Über 400 m Hürden erreichte er bei den Olympischen Spielen 1936 in Berlin das Halbfinale und gewann Bronze bei den Leichtathletik-Europameisterschaften 1938 in Paris.
Siebenmal wurde er Schwedischer Meister über 400 m Hürden (1931, 1933, 1935–38).

## Persönliche Bestzeiten
- 400 m: 50,6 s, 1930
- 400 m Hürden: 53,2 s, 31. Juli 1932, Los Angeles